# Радіо «Львів»
Ра́діо Львів (пол. Radio Lwów) — українська польськомовна соціально спрямована радіостанція, що мовить у Львові та Львівській області.
Вийшла в ефір 29 жовтня 1992 року як радіостанція польської національної меншини для підтримки її національної ідентичності та популяризації польської культури в Україні, зокрема на так званих «східних кресах».
Програми «Радіо Львів» транслюються протягом 6 годин на тиждень в ефірі приватної української радіостанції «Незалежність» на частоті 106,7 FM. Територія покриття сигналом радіостанції — в радіусі 100 км від Львова: у Стрию, Дрогобичі, Самборі, Жовкві, Мостиськах та Яворові. Для мовлення в Інтернеті також використовується потік радіо «Незалежність».
У суботу з 9:00 до 13:00 (з 8:00 до 12:00 за польським часом) транслюються програми для молоді, конкурси, репортажі, служба новин та читання романів львівських письменників, а в неділю з 19:15 до 21:15 транслюється релігійна (католицька) програма.